# Pla (esoterisme)
A la cosmologia esotèrica, un plan, diferent de la pla físic es concep com un estat subtil de consciència que transcendeix, la física coneguda de l'univers.

### Diagrames
- Cosmologia vèdica - planetarium Arxivat 2007-06-27 a Wayback Machine. (anglès)
- Plans d'existència - Fundació per la Recerca de la Ciència Espiritual (anglès)